# Wapen van Oudega (Súdwest-Fryslân)

Wapen van Oudega

Het wapen van Oudega is het dorpswapen van het Nederlandse dorp Oudega, in de Friese gemeente Súdwest-Fryslân. Het wapen werd in 1999 geregistreerd.

## Beschrijving
De blazoenering van het wapen luidt als volgt:
Doorsneden: I in groen een kanton, gegeerd van goud en rood van acht stukken; het kanton vergezeld van een aanziende koeienkop van zilver; II in goud een verhoogde golvende blauwe schildvoet, beladen met vijf staande, naast elkaar geplaatste vissen van zilver, waarvan de tweede en de vierde lager geplaatst zijn.
De heraldische kleuren zijn: sinopel (groen), goud (goud), keel (rood), zilver (zilver) en azuur (blauw).

## Symboliek
- Blauw veld: verwijst naar het water in de omgeving van het dorp.[3]
- Groen veld: beeldt het grasland rond het dorp uit.[3]
- Gouden balk: staat voor de dijken. Het duidt ook op de rietkragen langs het water.[3]
- Vissen: verwijzen naar de visserij. De vissen zwemmen dan ook "het water uit". Ze zijn gerangschikt zoals de fleurs de lis in het wapen van Wymbritseradeel, de gemeente waar het dorp eertijds deel van uitmaakte.[3]
- Vrijkwartier: symbool voor Doris Mooltsje, een molen nabij het dorp.[3]
- Kleurstelling: ontleend aan het wapen van Zuidergo, de landstreek waar het dorp eertijds in gelegen was.[3]

Het wapen van Wymbritseradeel.
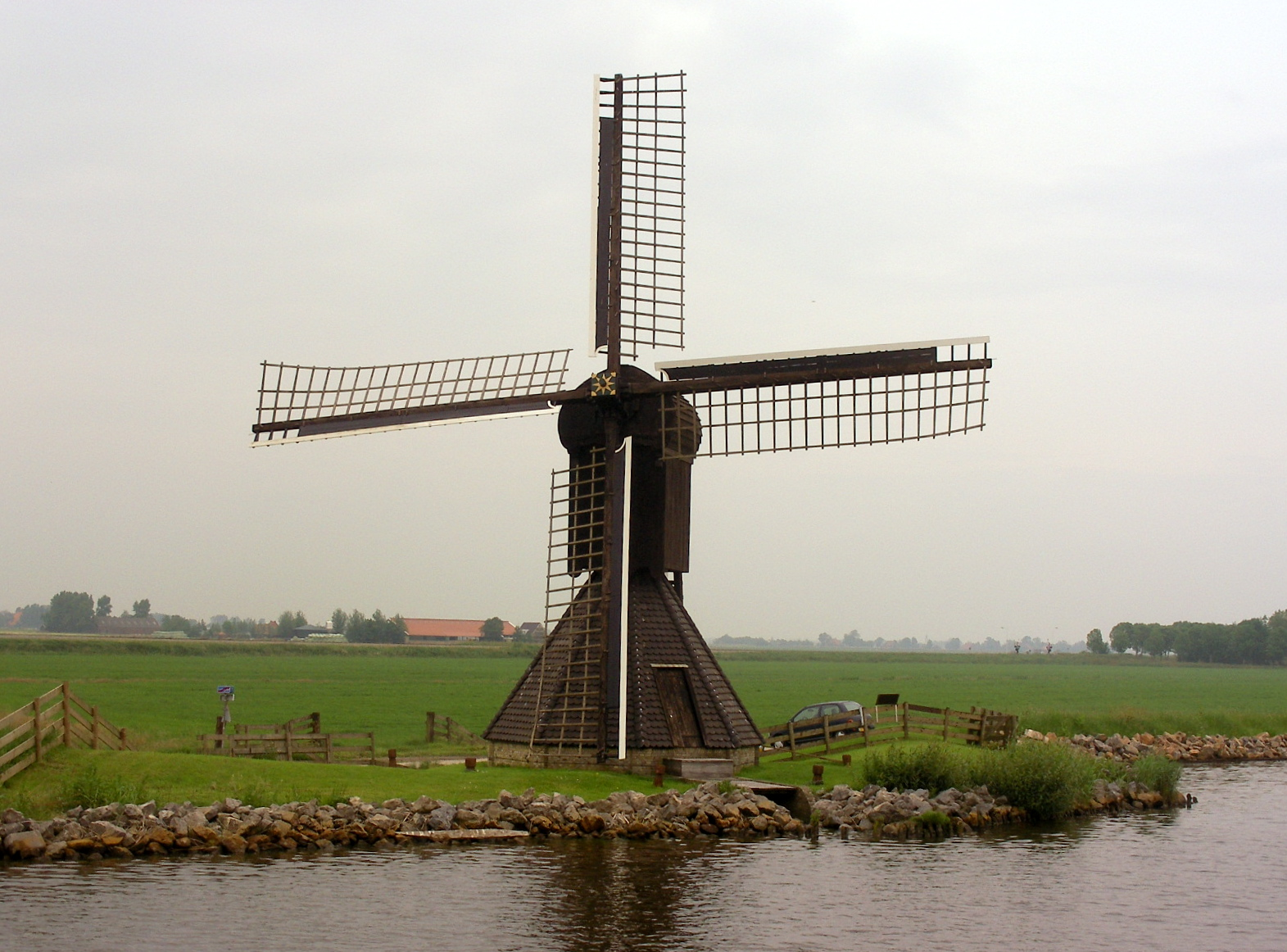
Doris Mooltsje.

## Zie ook

Vlag van Oudega